# Шевченківська селищна рада (Покровськ)
Шевченківська се́лищна ра́да — орган місцевого самоврядування у складі Покровської міської ради Донецької області. Адміністративний центр — селище міського типу Шевченко.

## Загальні відомості
- Населення ради: 1472 особи (станом на 1 січня 2011 року)

## Населені пункти
Селищній раді підпорядковані населені пункти:
- смт Шевченко

## Склад ради
Рада складається з 14 депутатів та голови.
- Голова ради:
- Секретар ради:

### Керівний склад попередніх скликань
| ПІБ                        | Основні відомості                                                        | Дата обрання | Дата звільнення |
| -------------------------- | ------------------------------------------------------------------------ | ------------ | --------------- |
| Поташнікова Вера Федорівна | Селищний голова, 1948 року народження, член Партії регіонів              | 26.03.2006   | 31.10.2010      |
| Меркулова Надія Дмитрівна  | Селищний голова, 1960 року народження, освіта вища, позапартійна         | 31.10.2010   | 09.09.2012      |
| Крива Юлія Миколаївна      | Селищний голова, 1963 року народження, освіта вища, член Партії регіонів | 09.09.2012   | 25.10.2015      |
| Меркулова Надія Дмитрівна  | Селищний голова, 1960 року народження, освіта вища, безпартійна          | 25.10.2015   |                 |

Примітка: таблиця складена за даними джерела

### Депутати
За результатами місцевих виборів 2015 року депутатами ради стали:

#### За суб'єктами висування
| Суб'єкт висування | Кількість обраних депутатів | %     |
| ----------------- | --------------------------- | ----- |
| Опозиційний блок  | 7                           | 58.33 |
| Самовисування     | 5                           | 41.67 |
| Вакантних місць   | 2                           | 0     |